# Da Brasilians
Da Brasilians est un groupe de pop et folk français, originaire de Saint-Lô, dans la Manche. Il est formé en 1999, et composé de cinq membres.

## Biographie
Soutenu par la salle de concerts Le Normandy de Saint-Lô, tout comme leurs camarades The Lanskies,  le groupe ne connaît la reconnaissance que tardivement, en 2007, soit 8 ans après leurs débuts. Cette année-là, leur single In the Morning est sélectionné par le site internet créé par le magazine Les Inrockuptibles, CQFD, pour figurer sur une compilation réunissant de jeunes artistes plébiscités par la rédaction du magazine. S'ensuit un passage au festival Rock en Seine l'année suivante en tant que groupe Avant Seine. Le groupe joue également à l'étranger, et notamment en Écosse, à Glasgow, où ils joueront plusieurs fois. 
À la suite de sa notoriété naissante, le groupe, désormais installé à Saint-Ouen, commence des répétitions au studio Mains d’œuvres en vue de sortir un album. De ces séances de répétitions sort un premier EP prénommé About You contenant seulement trois titres et ayant la particularité d'être auto-produit. Ce premier essai est bien accueilli par la critique : France Culture qualifie le disque de « lumineux », Les Inrockuptibles évoquent quant à eux cet album sous le nom d'une « joie » et d'un « ravissement ». Fort de ces critiques positives, le groupe sort à l'automne 2010 son premier album au nom éponyme, constitué de onze titres dont les trois déjà présents sur About You. L'album fait alors l'objet d'une chronique de Didier Varrod sur France Inter qui y voit un parallèle avec les peintures de Edward Hopper et de David Hockney ainsi qu'avec le film Easy Rider. 
Le groupe ne donne plus signe d'activité depuis 2013.

## Style musical
Leur style musical est fortement inspiré de la pop américaine des années 1960 représentée par les Beach Boys, The Byrds ou encore Gram Parsons. Ils revendiquent également l'influence de Carol King, de Crosby, Stills, Nash and Young, de Dylan ainsi que l'influence de la scène pop écossaise : Belle and Sebastian, The Pastels ou encore Teenage Fanclub. Le groupe a également fait la première partie de Katerine pour la tournée de son album Philippe Katerine. Ils écoutent aussi « beaucoup de bossa nova » mais aussi Metronomy.